# 파이어 엠블렘 if
파이어 엠블렘 if(일본어: ファイアーエムブレムif, Fire Emblem Fates)는 인텔리전트 시스템즈에서 개발해 닌텐도에서 배급한 닌텐도 3DS용 전략 롤플레잉 게임이다. 파이어 엠블렘 시리즈의 열네 번째 게임으로, 《파이어 엠블렘 각성》에 이어 닌텐도 3DS로 두 번째 발매된 파이어 엠블렘 게임이다. 2015년 일본에 처음 출시되었으며, 북아메리카, 유럽을 비롯한 일본 국외에는 2016년에 출시되었다. 한국어로 처음 번역되고 한국닌텐도 체제에서 처음으로 발매된 파이어 엠블렘 게임이기도 하다. 파이어 엠블렘 if는 주인공의 선택에 따른 세 가지 이야기인 〈백야 왕국〉(白夜王国, Birthright), 〈암야 왕국〉(暗夜王国, Conquest), 그리고 다운로드 전용인 〈인비저블 킹덤〉(투마편; インビジブルキングダム, Revelation)으로 분기된다. 판매량은 300만 장으로 풍화설월이 302만 장을 달성하기 전까지 시리즈 최대 흥행 기록을 보유했다.

## 시스템
이 게임의 난이도는 등장하는 적과 관련하여 노멀-하드-루나틱 3단계로, 아군 유닛이 쓰러졌을 때와 관련하여 피닉스-캐주얼-클래식 3단계로 나뉜다. 피닉스는 시리즈 중 본작에서만 있는 요소로 유닛이 쓰러져도 그 자리에서 부활하며, 캐주얼은 유닛이 쓰러지면 퇴각 후 다음 장에서 재참전, 클래식은 유닛이 쓰러지면 사망하고 유닛을 다시 쓸 수 없게 되는 시스템이다.
 〈백야 왕국〉은 〈암야 왕국〉에 대비해 재화 등의 자원이 풍족하고 전투가 상대적으로 플레이어에게 쉽게 되어 있어 초심자에게 권장되는 스토리이다. 〈인비저블 킹덤〉은 서사 측면에서 백야편과 암야편을 모두 플레이한 후에 할 것이 권장된다.
본작은 《파이어 엠블렘 외전》과 그 리메이크작인 《Echoes 또 하나의 영웅왕》과 함께 시리즈에서 몇 안 되는 무기의 내구도가 없는 게임이다. 본작의 특징 중 하나로 전장에 ‘용맥’이라는 장치가 설치되어 있는데, 주인공을 포함한 왕족 유닛이 용맥 위에 올라서면 전장의 지형에 변화가 오게 된다. 두 유닛이 인접한 상태에서 공격하여 둘이 잇달아 공격하는 ‘공진’을, 두 유닛을 한 칸에 겹쳐 배치하여 방어에 도움을 주는 ‘방진’을 실현할 수 있다. 이와 같이 유닛을 인접한 상태로 두어 전투를 진행하다 보면 두 유닛 간의 지원 수치가 상승하고 상호간의 전투 능력이 더 높아지게 되며, 때로는 두 유닛이 결혼에 이르게 되어 자녀 유닛이 탄생하게 되는데, 자녀의 병종이나 능력 등은 부모가 되는 유닛에게 영향을 받는다.

본작에서 중세 서양풍의 암야 왕국에 더해 동양(일본)풍의 백야 왕국 또한 등장하고 있어, 백야 왕국에서 쓰이는 무기로 각각 검, 창, 도끼, 활, 마도서에 대응하는 도(가타나), 월도(체도), 곤봉, 장궁(화궁), 부채(주술서)가 새로 등장했다. 또한 던질 수 있는 암기(단검)와 수리검이 주요 무기 종류의 하나로 추가되었으며 공격을 맞은 유닛의 스탯을 일시적으로 약화시키는 역할을 한다. 이에 따라 검-창-도끼가 가위바위보와 같은 형태를 그리는 전통적 무기 상성 시스템이 검·마도서 - 창·암기 - 도끼·활로 변화되었다.
 세계관에 맞게 무기뿐만 아니라 병종도 사무라이, 닌자 등의 일본풍의 병종이 새로이 등장하고 있다.
또한 본작에서 전투 사이에 아군의 거처 역할을 하는 ‘마이 캐슬’이 추가되어, 이전까지 전장에 있었던 상점 등의 시설은 마이 캐슬에 설치하여 방문하는 것으로 바뀌었다. 상점과 같은 시설물의 배치나 필드의 테마 등을 자유롭게 설정할 수 있으며, 마이 캐슬을 온라인에 업로드하고 다른 플레이어의 마이 캐슬을 방문해 전투를 벌이거나 그 지역의 특산품을 얻는 등의 활동을 할 수 있다.

## 줄거리

파이어 엠블렘 if의 세계관 지도
붉은색: 백야 왕국, 자색: 암야 왕국
다른 색은 줄거리 중 등장하는 소규모 국가

주인공(이름 기본값: 카무이)은 암야 왕국의 왕족으로 이궁에 거하다가 백야 왕국의 왕족이 자신이 백야 왕족의 일원이라고 주장하는 꿈을 꾸게 된다. 암야왕 가론은 장성한 카무이를 궁성으로 불러 카무이에게 마검을 쥐어주고, 검 실력을 시험하고자 백야병 포로를 죽이라고 명령하나 카무이는 명령을 거역한다. 대신 명령으로 받은 무한 계곡 정찰 중 사고로 죽을 위기에 처하나 암야 왕국의 마구간지기였던 성계의 용 릴리스에게 구해진다. 무한 계곡으로 돌아온 카무이는 백야 왕국에 끌려가게 되고 자신의 어머니라는 백야 여왕 미코토에게 자신이 어린 시절 백야에서 암야로 납치되었다는 사실을 듣게 되고, 자신과 반대 입장에 놓인 아주라와 만나게 된다. 외출 도중 카무이의 마검이 폭발하면서 미코토가 사망하고, 미코토의 유언으로 전설의 검 야신도를 얻게 된다. 혼란을 틈타 암야군이 백야 왕국을 공격하고, 마주친 두 나라의 왕족 사이에서 카무이는 선택의 길에 놓이게 된다.
게임의 주된 서사 바깥에서, 게임 도중에 태어난 자녀들은 시간의 흐름이 백야나 암야 왕국과는 다른 비경이라는 곳에 맡겨져 양육되어서 성장한 자녀를 바로 만날 수 있게 되며, 자녀 각자의 비경에서 진행되는 전투와 짧은 이야기를 통해 자녀들이 본 전투에 참여하게 된다.

### 백야 왕국
생모의 나라였던 백야 왕국의 편을 선택한 카무이는 암야 왕국으로 진군하는 길에 가능한 한 전투를 회피하고 싶었지만 도중 암야 왕국에서 부린 환술로 어쩔 수 없이 제3 집단과의 전투에 빠지는 등의 사건을 겪는다. 암야 왕국 주변에서는 왕족 카밀라와 리오에게 가로막히지만 그들에게 모두 승리하고, 카무이는 그들을 죽이지 않고 그대로 살려 보낸다. 암야 왕국으로 통하는 비밀 통로로 잠입한 일행은 암야 왕족의 막내 왕녀 엘리스와 마주친다. 카무이는 엘리스에게 전쟁을 멈춰 달라고 부탁하고, 카밀라와 리오의 마음은 돌릴 수 있었지만 제1 왕자 젠더의 마음은 돌릴 수 없었고 카무이를 검으로 치려던 젠더의 앞을 엘리스가 가로막아 엘리스가 죽고 만다. 카무이와 젠더의 일대일 대결 끝에 젠더 또한 가론과 암야 왕국을 바로잡아달라는 유언을 남기고 사망하게 되고, 가론과의 전투에서 카무이의 야신도에 백야 왕자 료마와 타쿠미의 무기의 힘이 더해지고 끝내 가론을 무찌르게 된다. 아주라는 이 전투에서 가론의 힘을 약화시키고자 자신을 희생해 전설의 노래를 불렀고 노래의 저주로 인해 존재가 소멸된다. 종전 이후 백야 왕국과 암야 왕국에 료마와 리오가 각각 왕으로 즉위한다.